# László Szollás
László Szollás, född 13 november 1907 i Budapest, död 4 oktober 1980 i Budapest, var en ungersk konståkare.
Szollás blev olympisk bronsmedaljör i konståkning vid vinterspelen 1936 i Garmisch-Partenkirchen.